# Aenictus laeviceps
Aenictus laeviceps (лат.) — вид муравьёв-кочевников, принадлежащий к роду Aenictus.

## Распространение
Юго-восточная Азия: Таиланд, Малайзия, Суматра, Калимантан (Сабах, Саравак и Бруней), Филиппины.

## Описание
Длина рабочих около 4 мм. Основная окраска красновато-коричневая (ноги и усики светлее). Голова, грудка (пронотум, кроме мезонотума и проподеума), стебелёк (петиоль и постпетиоль) и брюшко блестящие. Тело покрыто длинными отстоящими волосками. Длина головы рабочих (HL) 0,88—0,92 мм; ширина головы (HW) — 0,70—0,82 мм; длина скапуса усика (SL) — 0,73—0,87 мм; индекс скапуса (SI) — 103—113. Усики 10-члениковые, скапус длинный, достигает задний край головы. Жвалы субтреугольные. Передний край клипеуса выпуклый, с несколькими зубчиками. Стебелёк между грудкой и брюшком у рабочих состоит из двух члеников, а у самок и самцов — из одного (петиоль). Нижнечелюстные щупики самок и рабочих 2-члениковые, нижнегубные щупики состоят из 2 сегментов (формула 2,2; у самцов 2,1). Проподеальное дыхальце расположено в верхней боковой части заднегруди. Голени с двумя шпорами. Жало развито.
Вид был впервые описан в 1857 году английским энтомологом Фредериком Смитом (1805—1879) под первоначальным названием Typhlatta laeviceps  Smith, F. 1857, а его валидный статус подтверждён в ходе родовой ревизии, проведённой в 2011 году таиландским мирмекологом Вияватом Джайтронгом (Dr. Weeyawat Jaitrong) и японским энтомологом С. Яманэ (Dr. Yamane S.) по материалу рабочих особей из Суматры. Включён в состав видовой группы Aenictus laeviceps species group, где близок к видам Aenictus breviceps, Aenictus sonchaengi, Aenictus rotundicollis, отличаясь наличием только одной пары волосоков на голове, формой стебелька и частично скульптированной грудью (мезоплеврон, метаплеврон, проподеум).

## Биология
Один из самых массовых, доминирующих и широко распространённых видов своего рода в лесах Юго-Восточной Азии. Одна колония может включать от 60,000 до 110,000 рабочих особей.
Типичный представитель муравьёв-кочевников, которые не строят муравейников, а постоянно перемещаются от одного временного гнезда (бивуака) к другому (номадизм). При этом они переносят с собой всех личинок, для кормления которых массово охотятся на всех встречающихся беспозвоночных животных (облигатная групповая фуражировка), имеют модифицированных дихтадииформных маток (dichthadiiform), размножаются почкованием колоний.
Фуражируют на поверхности почвы, иногда поднимаясь на деревья. Мирмекофаги, охотятся на таких муравьёв как Anoplolepis gracilipes (Филиппины), Camponotus (Суматра, Таиланд), Euprenolepis (Таиланд), Polyrhachis (Борнео), Pseudolasius (Борнео), а также на кузнечиков (Таиланд). Американский мирмеколог профессор Эдвард Уилсон (Wilson, 1964) также обнаружил, что муравьи A. laeviceps охотятся на такие виды муравьёв как Camponotus carin (Tanaemyrmex), Diacamma sp., Echinopla sp., Hypoclinea sp. [Dolichoderus sp.], Myrmicaria sp., Pristomyrmex sp., Paratrechina longicornis, Polyrhachis bellicosa (Polyrhachis), Polyrhachis (Myrmhopla) sp., Polyrhachis (Myrma) sp., Ponera sp., Vollenhovia sp., и на общественных ос Ropalidia flavopicta. Чапман (Chapman, 1964) обнаружил охоту этого вида на многоножек, термитов, мелких жуков-стафилинид, а энтомологи Rościszewski and Maschwitz (1994) упоминали в числе жертв виды родов Crematogaster, Paratrechina, Pheidole, Polyrhachis и Prenolepis. Японский мирмеколог Хиросава (Hirosawa et al., 2000) на острове Борнео (Poring, Сабах, 600—800 м) среди основных жертв A. laeviceps отмечал роды Camponotus (48.2 %), Pseudolasius (20.8 %) и Polyrhachis (15.2 %).